# Enrique de la Mora y Palomar
Enrique de la Mora y Palomar (* 1907 in Guadalajara; † 1978) war ein mexikanischer Architekt.
Er war Sohn des Architekten Manuel de la Mora und studierte in Mexiko-Stadt von 1927 bis 1933 an der Escuela Nacional de Arquitectura der Universidad Nacional Autónoma de México (UNAM). Einige seiner Bauwerke entstanden in Zusammenarbeit mit Félix Candela und Fernando López Carmona. De la Mora zählt zu den bedeutenden Architekten Mexikos und wurde unter anderem mit dem nationalen Architekturpreis ausgezeichnet.

## Werke (Auswahl)
- Bolsa de Valores (1955)
- „San Antonio de las Huertas“-Kirche (1956)
- „La Purísima“-Kirche, Monterrey (1943)
- Nuestra Señora de la Soledad-Kirche, El Altillo, Coyoacan (1955)
- „San José Obrero“-Kirche, Monterrey (1959)
- „San Vincente de Paul“-Kapelle (1960)
- Kirche der göttlichen Vorsehung (1967)